# Суриков, Пётр Иванович
Пётр Иванович Суриков (род. 25 июля 1944) — советский борец вольного стиля, чемпион и призёр чемпионатов СССР и Европы, обладатель Кубка мира, мастер спорта СССР международного класса (1971). Заслуженный тренер Республики Казахстан.

## Биография
Увлёкся борьбой в 1961 году. В 1963 году выполнил норматив мастера спорта СССР. Участвовал в 10 чемпионатах СССР. Победитель международных турниров. Был членом сборной команды страны в 1973—1975 годах. В 1975 году оставил большой спорт.

## Спортивные результаты
- Вольная борьба на летней Спартакиаде народов СССР 1971 года — ;
- Чемпионат СССР по вольной борьбе 1971 года — ;
- Чемпионат СССР по вольной борьбе 1972 года — ;
- Чемпионат СССР по вольной борьбе 1973 года — ;